# Americanos pela Verdade sobre a Homossexualidade
Americans for Truth about Homosexuality ( AFTAH ) (em português: Americanos pela Verdade sobre a Homossexualidade) é uma organização que descreve sua missão como "expor a agenda ativista homossexual ". A AFTAH rejeita a ideia de que a orientação sexual é inata e acredita que as pessoas podem “abandonar o estilo de vida homossexual”. A AFTAH afirma que existe um conflito fundamental entre os direitos dos homossexuais e a liberdade religiosa. O Southern Poverty Law Center (SPLC) designou-o como um grupo de ódio anti-LGBT .

## História
A AFTAH foi formada como uma empresa de meio período em 1996 para se opor à "agenda homossexual radical". Foi reorganizada em 2006 por Peter LaBarbera . Era uma organização isenta de impostos dos Estados Unidos, 501(c)(3), até que essa designação foi retirada em 2010, após anos de falha em apresentar a documentação apropriada. O estatuto de isenção fiscal da AFTAH foi restabelecido em 2012 mas novamente revogado em 2015.
A AFTAH é notável por usar o trabalho desacreditado de Paul Cameron, do Family Research Institute, que afirma que gays e lésbicas vivem vidas muito mais curtas do que os heterossexuais.

## Ativismo
Em 1997, LaBarbera, então editor do Family Research Council, criticou o presidente dos EUA Bill Clinton por apoiar a Lei de Não Discriminação no Emprego (ENDA), afirmando: "Ele está lá fora usando seu poder presidencial para impulsionar o lobby gay. Acho que há uma aceitação crescente [da homossexualidade], mas a maioria dos americanos está desanimada com o tipo de defesa homossexual que está vendo."
Em 2009, a AFTAH entrou com uma ação judicial em um tribunal federal dos EUA contra o Holiday Inn Select deNaperville, Illinois, devido ao cancelamento de um banquete que a AFTAH planejava realizar em 6 de outubro de 2007 no hotel. O hotel cancelou o evento da AFTAH após saber que provavelmente provocaria protestos da Gay Liberation Network, sediada em Chicago. No mesmo ano, LaBarbera, ao discursar na Conferência Reclaiming Oklahoma for Christ, apelou a um estudo governamental sobre os perigos do sexo homossexual.